# ハイナースロイト
ハイナースロイト (ドイツ語: Heinersreuth) は、ドイツ連邦共和国バイエルン州バイロイト郡（オーバーフランケン行政管区）に属す町村（以下、本項では便宜上「町」と記述する）で、郡庁所在地のバイロイトから西に4kmの連邦道路B85沿いに位置する。

## 地理

### 自治体の構成
この町は、公式には18の地区 (Ort) からなる。このうち小集落や孤立農場などを除く集落を以下に列記する。
- アルテンプロス
- コッテンバッハ
- グリュングラーベン
- ハイナースロイト
- ウンターコンナースロイト
- ウンターヴァイツ

## 歴史
ハイナースロイトは、1398年の文献上で小さな入植地として初めて言及されている。1792年からのプロイセン王国バイロイト侯領のアムトは、1807年のティルジットの和約によってフランス領となり、1810年にバイエルン王国領となった。

### 人口推移
この町の領域の人口は、1970年 2,708人、1987年 3,301人、2000年 3,756人であった。

## 行政
2014年5月からジモーネ・キルシュナー (CSU) が町長を務めている。

## 出身者
- クルト・G・ブリュヒェル (Kurt G. Blüchel, 1934 - )、実用書作家、編集者、ジャーナリスト
- ロルフ・シュミット＝ホルツ (Rolf Schmidt-Holtz, 1948 - )、ジャーナリスト、元西ドイツ放送およびシュテルン誌編集長。2001年からはBMGの上級役員。

## 引用
1. ↑  https://www.statistikdaten.bayern.de/genesis/online?operation=result&code=12411-003r&leerzeilen=false&language=de Genesis-Online-Datenbank des Bayerischen Landesamtes für Statistik Tabelle 12411-003r Fortschreibung des Bevölkerungsstandes: Gemeinden, Stichtag (Einwohnerzahlen auf Grundlage des Zensus 2011)
2. ↑  Bayerische Landesbibliothek Online